# Gabriel Korbut

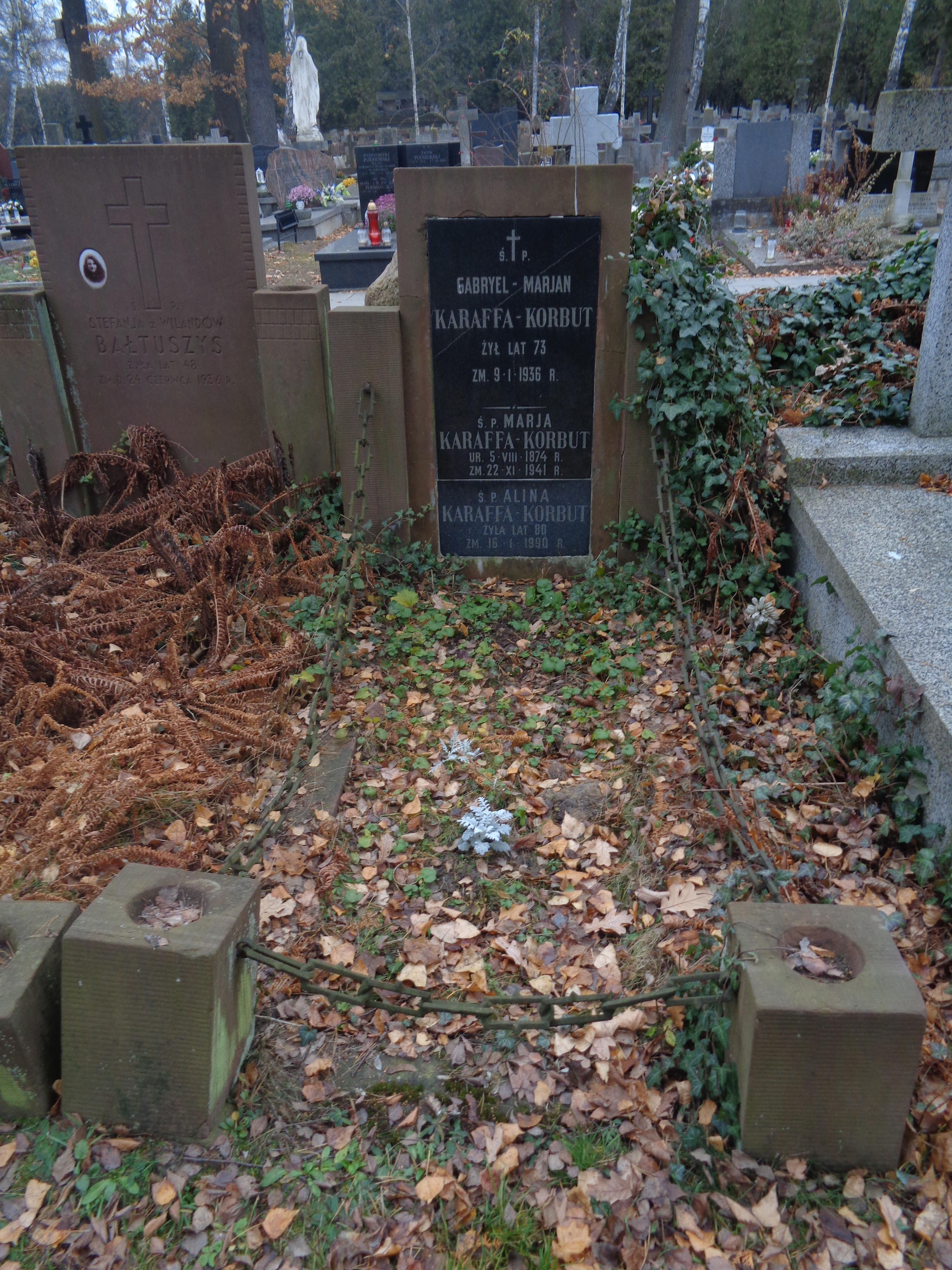
Grób Gabriela Mariana Korbuta na Cmentarzu Wojskowym na Powązkach

Gabriel Korbut, właściwie Gabriel Marian Karaffa-Korbutt (ur. 25 marca 1862 w Petersburgu lub Dorpacie, zm. 9 stycznia 1936 w Warszawie) – autor Literatury polskiej.

## Życiorys
Wywodził się ze środowiska inteligenckiego. W szkole średniej opanował biegle język niemiecki, z domu wyniósł znajomość języka francuskiego. W wieku 17 lat opracował materiały do pracy dotyczącej prowincjonalizmów w języku Polaków zamieszkałych w Petersburgu. Badał język literacki Słowackiego i Krasińskiego.
W latach 1888–1890 studiował na Wydziale Historyczno-Filologicznym na Uniwersytecie Dorpackim. Podczas studiów przyjęty do korporacji akademickiej Konwent Polonia. Otrzymał złoty medal za rozprawę dyplomową napisaną w języku niemieckim, którą w 1893 roku wydał pod polskim tytułem Wyrazy niemieckie w języku polskim pod względem językowym i cywilizacyjnym.
Na miejsce swojego pobytu wybrał Warszawę. Przez pierwsze lata wykładał w prywatnych szkołach średnich, wtedy to ukazały się pierwsze publikacje w periodykach literackich jak i ogólnych, a następnie w naukowych. Pracę pedagogiczną, którą początkowo się zajął z braku zajęć, polubił i nauczał przez prawie 25 lat. Był lubianym nauczycielem. W latach 1910–1911 był wykładowcą literatury polskiej na Wydziale Humanistycznym Towarzystwa Kursów Naukowych w Warszawie.
Nie wolno zapominać, że Korbut był bibliofilem i zbieraczem książek. W 1915 roku przekazał cały księgozbiór Towarzystwu Naukowemu Warszawskiemu, którego był członkiem. Powstał wtedy "Gabinet Filologiczny Towarzystwa Naukowego Warszawskiego" znany pod nazwą "Korbutianum".
Po odzyskaniu niepodległości przez Polskę w 1918 roku powołano Korbuta na profesora historii literatury polskiej w Wolnej Wszechnicy Polskiej. W roku akademickim 1921/1922 pełnił funkcję dziekana Wydziału Humanistycznego. W roku akademickim 1922/1923 powołał Seminarium Historyczno-Literackie, którego celem było wdrażanie słuchaczy do metodycznego badania literatury. W latach następnych wprowadził wykłady z metodyki badania literatury.
Został pochowany na Cmentarzu Komunalnym na Powązkach (kwatera A10-2-11).

## Najważniejsze dzieło Gabriela Korbuta
Literatura polska – praca nad nią trwała 30 lat, przy pomocy Aleksandra Brücknera i Piotra Chmielowskiego. Pierwsze wydanie ukazało się w latach 1917–1921 i stanowiło trzy części: I: Literatura Staropolska, II: Literatura Oświecenia, III: Literatura Romantyczna. W wydaniu drugim (1929–1931) został dodany czwarty tom – dotyczący piśmiennictwa pozytywizmu i Młodej Polski.
Korbut pracował nad Literaturą polską niemal przez całe życie. Koncepcję podobnego dzieła posiadał już w r.1895, ale uległa ona różnym zmianom, zanim przybrała postać ostateczną. Korbut nie poprzestał na pierwszym wydaniu Literatury polskiej. W kilkanaście lat po nim ukazało się drugie, powiększone wydanie, a następnie Dopełniacz I.
Mówiąc o genezie dzieła Korbuta w szerokim znaczeniu tego pojęcia trzeba zwrócić uwagę na sytuację w bibliografii i życiu naukowym, wynikiem której było zapotrzebowanie na tego rodzaju kompendium. Dla genezy Literatury polskiej ważną rolę odegrał Gabinet Filozoficzny utworzony z inicjatywy Korbuta przy Towarzystwie Naukowym Warszawskim i dzięki jego darowiźnie w postaci własnego księgozbioru.
Główny cel, jaki przyświecał Korbutowi przy układaniu dzieła to stworzenie podręcznika informacyjnego przeznaczonego dla studiujących naukowo dzieje rozwoju piśmiennictwa polskiego.
Pierwsze trzytomowe wydanie dzieła Korbuta ukazało się w latach 1917 – 1921. Układ treści w poszczególnych tomach przedstawiał się następująco: tom pierwszy zawierał piśmiennictwo od wieku X do końca XVII, tom drugi obejmował wiek XVIII oraz 20 lat wieku XIX (do roku 1820), tom trzeci rejestrował materiał od roku 1820 do 1863 oraz zawierał dodatek za lata 1864 – 1900.
Wydanie drugie, znacznie powiększone i uzupełnione, wyszło w latach 1929 – 1931. Schemat zawartości w trzech pierwszych tomach pozostawał właściwie ten sam; dochodził jeszcze tom czwarty obejmujący materiał od roku 1864 do 1914.
W związku z narastaniem materiałów bibliograficznych Korbut zmienił w wydaniu drugim graficzny układ w bibliografii przedmiotowej. W wydaniu pierwszym poszczególne opracowania były numerowane i każda pozycja zaczynała się od nowej linii. W wydaniu drugim Korbut użył układu ciągłego, pozycja za pozycją, które oddziela jedynie pozioma kreska, rodzaj myślnika.
Literatura polska spełniała funkcję informacyjną dzięki odpowiedniej konstrukcji, przemyślnemu planowi całości oraz poszczególnych części, mówiąc inaczej – dzięki zastosowaniu właściwej metody. Mówiąc o metodzie dzieła bibliograficznego, jakim jest Literatura polska, należy określić szereg elementów, które się składają na pojęcie tej metody. Są to zakres rzeczowy, zasięg formalny, zasady doboru i selekcji materiału, zagadnienie opisu bibliograficznego, układ poszczególnych haseł autorskich, a także układ ogólny dzieła oraz jego aparat pomocniczy.
Zakres rzeczowy dzieła Korbuta jest wyznaczony przez dziedzinę wiedzy, którą obejmuje, czyli przez historię literatury polskiej. Korbut jednak zakres przedmiotu, czyli literaturę, pojmował bardzo szeroko, uwzględniając takie dziedziny pokrewne, jak historię kultury, historię szkolnictwa, historię filozofii i nauki.
Ważnym zagadnieniem jest określenie zasięgu chronologicznego Literatury polskiej. Pod tym względem jest ona bibliografią retrospektywną, ponieważ dotyczy zamkniętych i ściśle oznaczonych w czasie okresów literackich.
Materiał dotyczący pisarzy grupował Korbut w obrębie hasła autorskiego, składającego się z trzech członów, a mianowicie życiorysu lub notki biograficznej wraz z ogólną charakterystyką jego twórczości, następnie wykazu wydań poszczególnych utworów w porządku chronologicznym oraz literatury przedmiotu. W przypadku dużej ilości materiałów stosował w bibliografii podmiotowej i przedmiotowej dalsze podziały. Przy wykazach twórczości wyodrębniał np. osobno pierwodruki, wydania zbiorowe, wydania krytyczne, utwory pozostawione w rękopisach, korespondencję pisarza, itd.
Na układ Literatury polskiej decydujący wpływ miał sam materiał, czyli piśmiennictwo polskie, bardzo niejednoznaczne i zróżnicowane. Układ ten uwzględniał zasady periodyzacji dziejów literatury, a więc podziału na okresy, był zatem układem chronologicznym, który ukazywał występowanie w różnych epokach i okresach przedstawicieli literatury i piśmiennictwa polskiego. W dalszych podziałach krzyżują się ze sobą kryteria formalne z rzeczowymi, a więc podział na rodzaje, gatunki, szkoły literackie z podziałem terytorialnym, językowym i tematycznym.
Oprócz skorowidzów na końcu każdego tomu Literatury polskiej znajdują się tablice chronologiczne, które służą pomocą przy systematyzacji zjawisk literackich w czasie. W każdym z tomów znajduje się ponadto lista dopełnień oraz lista uzupełnień i sprostowań.
Chronologiczny układ całości, jak i chronologiczny w zasadzie układ bibliografii przedmiotowej, mimo wielu niedogodności i niekonsekwencji, miał i dobre strony. Pozwalał mianowicie na ogląd literatury w jej rozwoju, a przy opracowaniach wskazywał na przebieg badań oraz istniejące luki, które należało wypełnić.
Od 1950 Instytut Badań Literackich Polskiej Akademii Nauk wydaje Bibliografię literatury polskiej „Nowy Korbut”.